# Castielfabib
Castielfabib – gmina w Hiszpanii, w prowincji Walencja, we wspólnocie autonomicznej Walencja, o powierzchni 106,29 km². W 2011 roku liczyła 301 mieszkańców.